# Карлос Андрес Перес
Карлос Андрес Перес Родрігес (ісп. Carlos Andrés Pérez Rodríguez; 27 жовтня 1922, Рубіо, штат Тачіра, Венесуела — 25 грудня 2010, Маямі, Флорида, США) — венесуельський державний і політичний діяч, президент країни у 1974-79 та 1989-93 роках.

## Біографія
Був одинадцятим з дванадцяти дітей кавового плантатора. Вчився в католицькій школі в Рубіо та ліцеї в Каракасі. Займався політикою з 15 років, був одним із засновників партії «Демократична дія». У 1945 став секретарем президента Бетанкура. Після його повалення Перес відправився за кордон, жив на Кубі і в Центральній Америці. Під час другого президентства Бетанкура він обійняв посаду міністра внутрішніх справ (1959—1964). Пізніше зосередився на партійній діяльності.
У 1973 Перес був обраний президентом Венесуели. Його правління ознаменувалося зростанням доходів від продажу нафти за рахунок націоналізації галузі, які вкладалися в розвиток економіки. Країна подолала відставання від сусідів і набула ваги на міжнародній арені. У 1976 Перес став одним з перших південноамериканських президентів, які здійснили візит до СРСР.
У 1979 Перес поступився президентськит кріслом і зайнявся діяльністю в міжнародних організаціях. Був віце-президентом Соціалістичного інтернаціоналу.
У 1989 почалося друге правління Переса. Цього разу він проводив ліберальну економічну політику, що викликала невдоволення бідняків. Вже на наступний рік відбулося Каракасо — масові акції протесту в столиці, жорстоко придушені Пересом. У 1992 відбулося два заколоти, один з яких очолив Уго Чавес. У 1993 президент був підданий імпічменту за звинуваченням у корупції і емігрував до США.
У 2009 президент Чавес вимагав від Сполучених Штатів екстрадиції Переса, але добитися цього йому не вдалося. Екс-лідер помер у Флориді, залишивши послання з критикою Чавеса.
Перес був одружений, мав шістьох дітей. Йому також приписувалося батьківство кількох позашлюбних доньок.

## Виноски
1. 1 2  Bibliothèque nationale de France BNF: платформа відкритих даних — 2011.
2. ↑  http://www.telegraph.co.uk/news/obituaries/politics-obituaries/8230291/Carlos-Andres-Perez.html
3. 1 2  Deutsche Nationalbibliothek Record #124084346 // Gemeinsame Normdatei — 2012—2016.
4. ↑  http://www.bbc.co.uk/news/world-latin-america-12079724
5. ↑  http://www.bloomberg.com/news/articles/2010-12-27/former-venezuelan-president-carlos-andres-perez-dies-at-88-of-heart-attack
6. ↑  Кокшаров А. Нефти недостаточно [Архівовано 22 березня 2012 у Wayback Machine.]
7. ↑  В США умер экс-президент Венесуэлы. Архів оригіналу за 28 грудня 2010. Процитовано 27 грудня 2010.
8. ↑  В Майами скончался Карлос Андрес Перес, экс-президент Венесуэлы. Архів оригіналу за 27 грудня 2010. Процитовано 27 грудня 2010.
9. ↑  Казимиров В. Мой МГИМО [Архівовано 24 лютого 2012 у Wayback Machine.]
10. ↑  Экс-президент Венесуэлы Карлос Андрес Перес скончался в Майами. Архів оригіналу за 11 січня 2011. Процитовано 27 грудня 2010.
11. ↑  Во Флориде умер экс-президент Венесуэлы. Архів оригіналу за 14 липня 2014. Процитовано 27 грудня 2010.
12. ↑  Ушел из жизни бывший президент Венесуэлы. Архів оригіналу за 28 грудня 2010. Процитовано 27 грудня 2010.